# Арно Бертран (виконт Лабура)

Виконтство Лабур на карте Гаскони

Арно Бертран (Arnaud Bertrand) (ум. не позднее 1192) — виконт Лабура (Байонны) и Арберу с 1170.
Второй сын Бертрана де Лабура (ум. 30 октября 1169), виконта Лабура и Байонны, и Терезы д’Арберу.
В 1170 году наследовал старшему брату, умершему бездетным.
В конце декабря 1177 года Байонну осадил герцог Аквитании Ричард Львиное Сердце (будущий английский король). Арно Бертран, защищавший город, сдался через 10 дней, 7 января 1178 года. После этого он перенёс свою резиденцию в Юстарис. А Байонна была включена в состав герцогского домена.
Год смерти Арно Бертрана не известен. Ему наследовал племянник — Гильом-Раймон де Со.